# 1639 az irodalomban
Az 1639. év az irodalomban.

## Születések
december 22. – Jean Racine francia klasszicista drámaíró, író († 1699)

## Halálozások
- május 21. – Tommaso Campanella olasz költő, filozófus (* 1568)
- augusztus 4. – Juan Ruiz de Alarcón mexikói származású spanyol drámaíró (* 1580 vagy 1581)
- augusztus 20. – Martin Opitz német barokk költő (* 1597)